# Шпігат

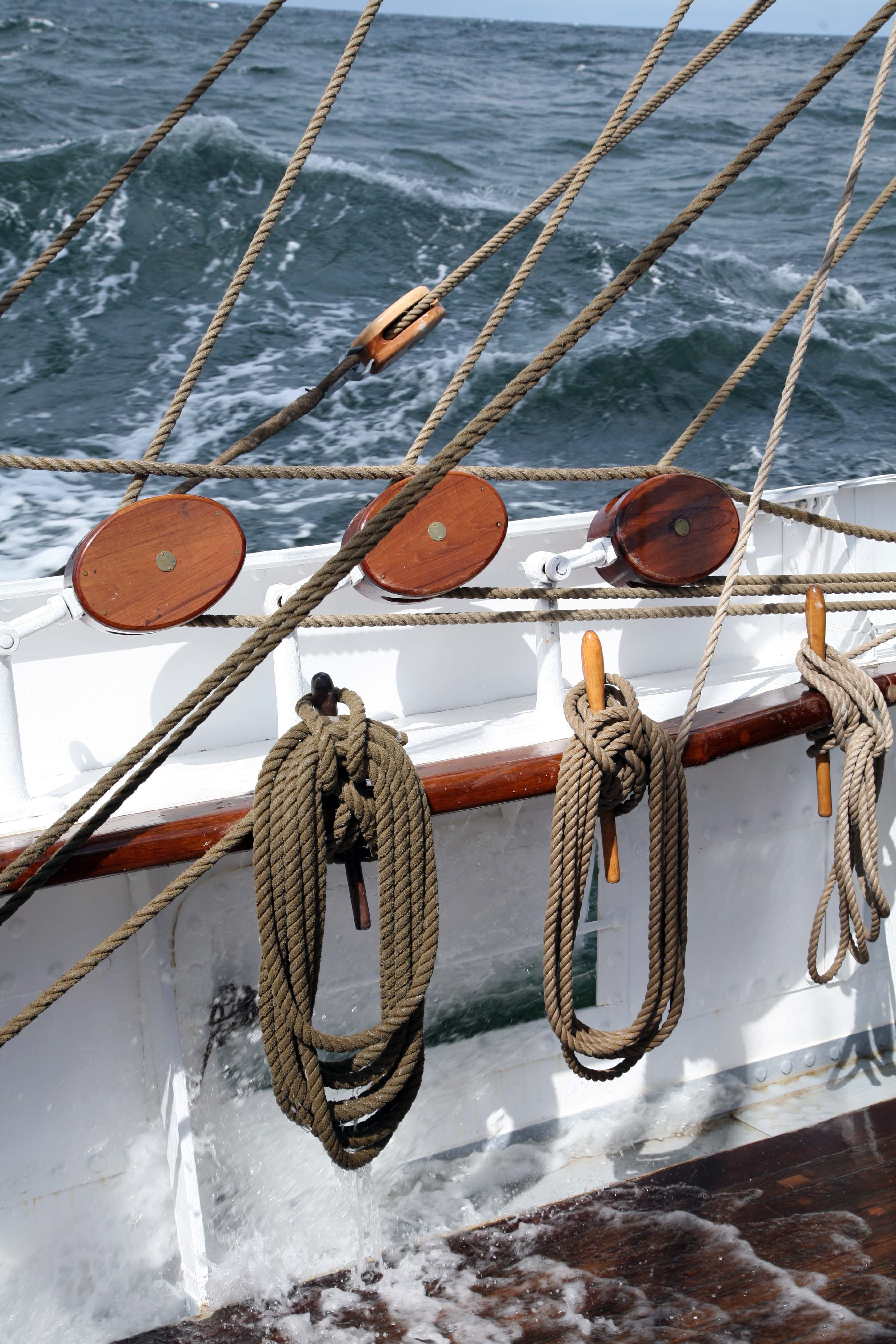
Шпігат у фальшборті під кофель-планкою

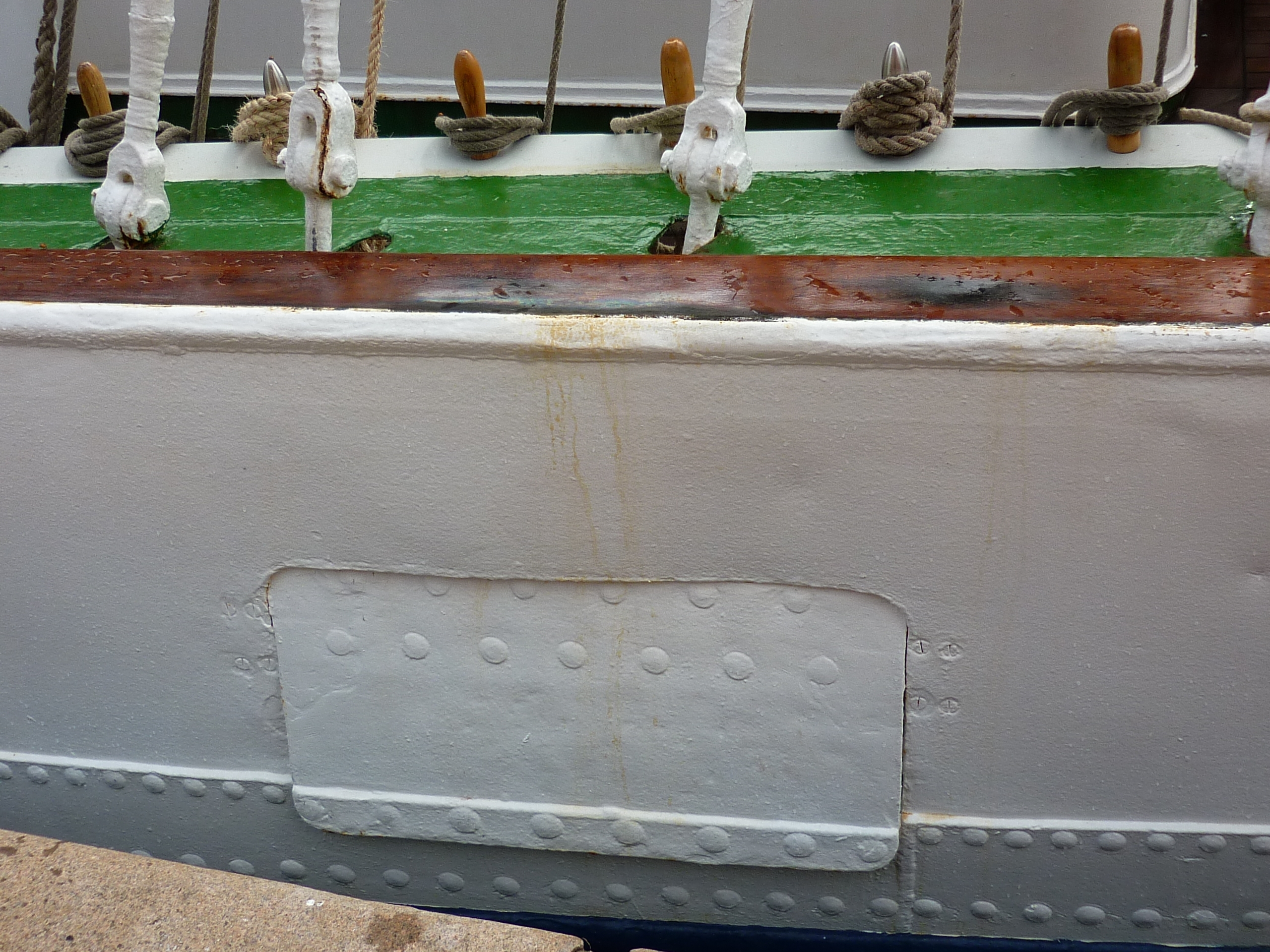
Закритий шпігат

Шпіга́т (від нід. speigat, ниж.-нім. spêgat, буквально — «плювальний отвір») — отвір у фальшборті судна на рівні палуби чи в самій палубі (ватервейсі) для стікання з неї води, яку судно прийняло при заливанні хвилями, атмосферних опадах, гасінні пожеж, прибиранні палуби тощо.
При проектуванні і будівництві судна шпігати розташовують в місцях можливого скупчення води, наприклад, у найнижчих точках палуби. Шпігати, розташовані в палубі, зазвичай споряджають трубкою (вона також називається шпігатом або шпігатною трубою), через яку вода відводиться самопливом безпосередньо за борт або на відповідні нижчерозташовані відкриті палуби. Для запобігання зворотному потоку води при ударі хвилі відвідну трубу у борту часто закривають безповоротним клапаном. Колись на кораблях для цієї мети використовувалися марморки (мамеринці) — парусинові або шкіряні рукави, що уможливлювали стік через шпігат, але запобігали потраплянню на палубу забортної води при хвилюванні.
Шпігати у вигляді прямокутних отворів у фальшборті з кришками, що відкриваються назовні на шарнірі, називається штормовими шпігатами. Служать для швидкого видалення води з палуби за борт при заливанні її в шторм. У звичайний час запираються засувками.
Також шпігатом називаються отвори в днищевих поздовжніх балках судна, що служать для стікання залишків рідкого баласту або рідкого вантажу до приймальних патрубків осушувальної або зачисної системи.
На вітрильних суднах шпігати, розташовані в фальшбортах, часто застосовуються для проведення снастей рухомого такелажу (наприклад, лопарів гінців фор-брам-штага і фор-бом-штага).